# Shatar

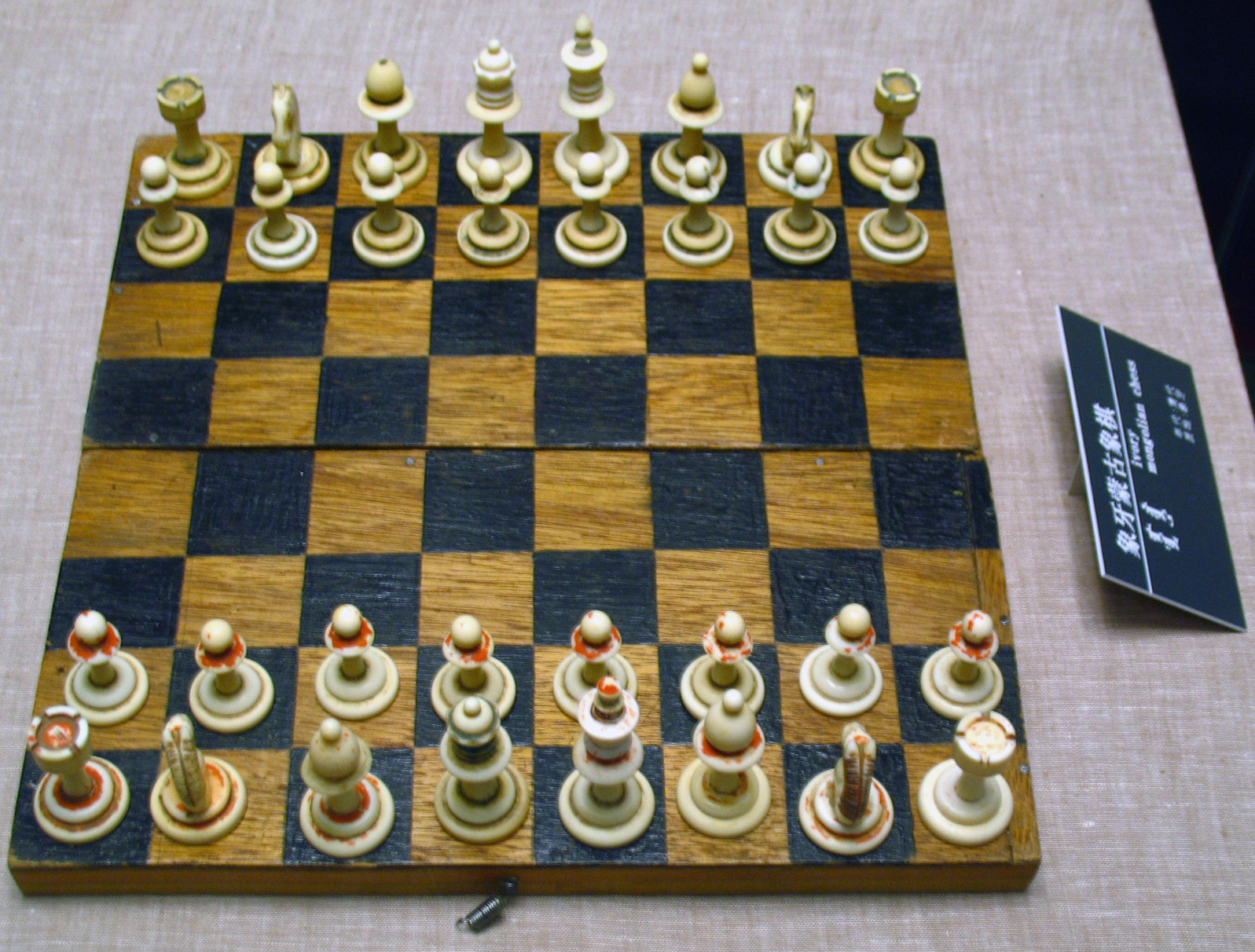
Shatar de marfim montado no Museu Nacional de Hulun Buir

Shatar, também conhecido por xadrez mongol, é uma variante do xadrez ocidental. Acredita-se que seja um derivado direto do jogo "Chaturanga". 
- No oriente, ao contrário do ocidente, é comum que cada país tenha uma variante de xadrez nacional. Por exemplo:

- Japão: Shogi
- China: Xiangqi
- Coreia: Janggi

## Regras
Os peões movem-se como no xadrez tradicional, mas somente o peão que está à frente da rainha pode dar o passo duplo na saída. 
- Bispo e Torre movem-se como no xadrez tradicional.

- A Rainha move-se como a torre, mas também pode mover uma casa na diagonal.

- Caso o Rei chegue ao lado oposto ocorre o empate.

- Não se pode dar cheque mate com o Cavalo.

- Cada cheque recebe um nome próprio. Com: Rainha, Torre, ou Cavalo; chama-se Shak. Com Bispo chama-se: Tuk. Com: Peão chama-se Zod.

- Não se pode dar cheque mate (Mat) sem dar shak antes.

As peça possuem nomes diferentes dos habituais e cada exército se distingue dos demais não pela cor das peças, pois estas são totalmente elaboradas e coloridas, mas pela cor da base paralelipipédica sob elas.
Rei: Nojon ( príncipe, chefe )
Rainha: Bers ( pantera do gelo )
Bispo: Temee ( camelo )
Cavalo: Mor ( cavalo )
Torre: Tereg ( carro )
Peão: Xuu ( criança )
Os peões só podem ser promovidos a Rainha.
O objetivo do jogo é dar o xeque-mate no rei oponente. Não é permitido deixar o rei oponente sem possibilidade de movimentar-se, sem estar em estado de cheque.